# Triple Crown of Thoroughbred Racing
De Amerikaanse Triple Crown of Thoroughbred Racing, veelal afgekort tot Triple Crown, is de naam die wordt gegeven aan de winst door één paard van drie races voor driejarige volbloeden. De term werd overgenomen van de Britse variant.
De eerste race is de Kentucky Derby, een race over 2000 meter op Churchill Downs in Louisville (Kentucky). De tweede race is de Preakness Stakes, een race over 1910 meter op Pimlico Race Course in Baltimore (Maryland). De derde en zwaarste race is de Belmont Stakes, een race over 2.400 meter op Belmont Park in San Diego (Californië).
Als een volbloed alle drie de races weet te winnen wordt het gezien als het beste wat een renpaard kan bereiken. Aangezien de meeste renpaarden zich specialiseren op een bepaalde afstand is het erg lastig om de drie races te winnen aangezien deze over verschillende afstanden worden gereden.

## Geschiedenis
De oorsprong van de Triple Crown op paardengebied ligt in Amerika. De drie races vonden vlak na elkaar plaats; vele paarden liepen ze dan ook alle drie. Gallent Fox wist alle drie de races achter elkaar te winnen in 1930. Journalist Charles Hatton kwam toen op het idee om er een speciale prijs van te maken en hij kwam met de term Triple Crown naar voren. 
In de 125 jaar lange rengeschiedenis van Amerika hebben slechts 13 paarden de Triple Crown weten te winnen. De voorlaatste keer was door Affirmed in 1978. Pas in 2015 werd opnieuw de Triple Crown gewonnen, door American Pharoah.

## Winnaars
Alle winnaars zijn hengsten, de Triple Crown is nog nooit door een merrie gewonnen.
Winnaars:         
- 1919   Sir Barton
- 1930   Gallant Fox
- 1935   Omaha
- 1937   War Admiral
- 1941   Whirlaway
- 1943   Count Fleet
- 1946   Assault
- 1948   Citation
- 1973   Secretariat
- 1977   Seattle Slew
- 1978   Affirmed
- 2015   American Pharoah
- 2018   Justify

## Real Quiet
In 1998 kwam Real Quiet heel dicht bij de zege van de Triple Crown. Hij won de Kentucky derby en was favoriet voor de Preakness. Deze race won hij ook. Maar toen kwam de Belmont Stakes. De verwachtingen waren hooggespannen. De race verliep goed voor het paard en met nog maar 100 meter te gaan tot de finish lag Real Quiet nog steeds op kop. Maar op het laatst werd hij ingehaald door Victory Gallop. Hij verloor uiteindelijk met een paar centimeter verschil.

## Tanya en Rags to Riches
De Belmont stakes is pas twee keer door een merrie gewonnen. De eerste heette Tanya en zij won de Belmont in 1905. Daarbij liet zij 10 hengsten achter zich, waaronder haar halfbroer Hot Shot. De tweede Merrie die ooit de Belmont gewonnen heeft is: Rags to Riches, een vos merrie uit de vaderlijn van Seattle Slew en AP Indy. Ook Rags to Riches liep vele hengsten achter zich, waaronder Curlin, de winnaar van de Preakness Stakes.

## Big Brown
Na zijn winst in de Kentucky Derby en de Preakness Stakes is Big Brown de volgende die een kans heeft om de Triple Crown te winnen. Na 1978 hadden maar tien paarden de kans hierop doordat ze de eerste twee races wonnen.
- 2004 Smarty Jones 2de
- 2003 Funny Cide 3de
- 2002 War Emblem 8ste
- 1999 Charismatic 3de
- 1998 Real Quiet 2de
- 1997 Silver Charm 2de
- 1989 Sunday Silence 2de
- 1987 Alysheba 4de
- 1981 Pleasant Colony 3de
- 1979 Spectacular Bid 3de